# Шенау (Нижня Баварія)
Шенау (нім. Schönau) — громада в Німеччині, розташована в землі Баварія. Підпорядковується адміністративному округу Нижня Баварія. Входить до складу району Ротталь-Інн.
Площа — 36,01 км2. Населення становить 1948 ос. (станом на 31 грудня 2020).